# Pilotwings 64
Pilotwings 64 är ett Nintendo 64-spel från 1996, utvecklat av Paradigm Entertainment och utgivet av Nintendo. Spelet går ut på att utbilda sig till pilot, precis som Pilotwings till Super NES från 1990. I spelet är det möjligt att använda en rad olika färdsätt som alla har det gemensamt att färden på något sätt sker genom luften. Bland färdmedlen man kan använda finns bland annat gyrokopter, jetpacks och hängflyg.

## Karaktärer
- Lark (även känd som Nester)
- Kiwi
- Goose
- Ibis
- Hawk
- Robin (även känd som "Hooter" i den japanska utgåvan)